# Teología menfita

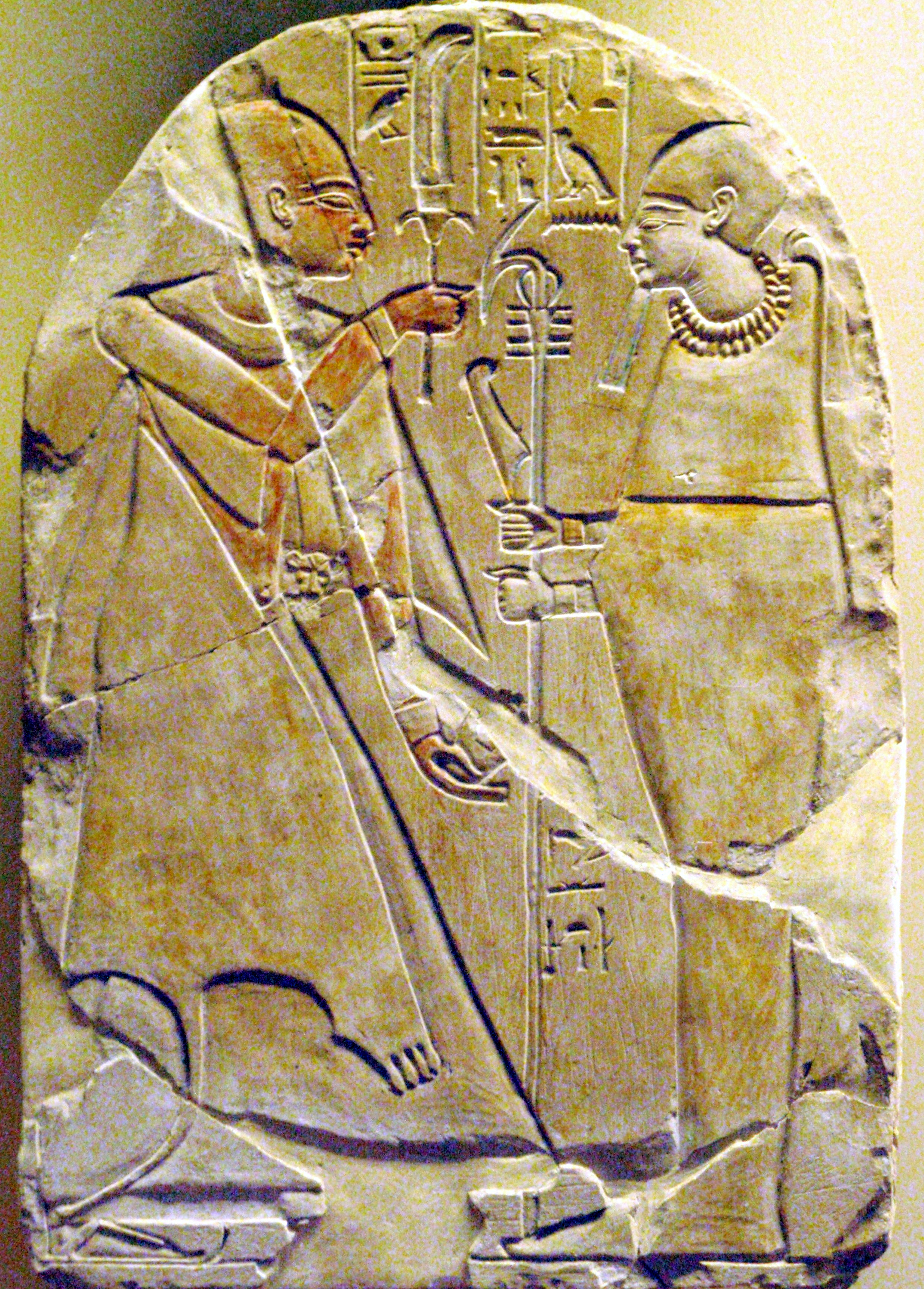
Estela votiva dedicada al dios creador Ptah. XX Dinastía, ca. 1150 a. C.

La teología menfita es una doctrina religiosa del Antiguo Egipto, creada e impulsada por los sacerdotes del Templo de Ptah de la ciudad de Menfis que gira en torno al dios Ptah.
De esta doctrina, algunos eruditos estiman que fue una cosmogonía, porque se conserva una estela en la que se escribió el proceso de creación de este dios, que sería un Ser Supremo y como después puso orden, siendo el que creó el Mundo. La originalidad del mito reside en la forma en la que se llevó a cabo la creación de todo. Se dice que la idea de las cosas vino al pensamiento del dios Ptah y él transformó en realidad estos pensamientos. Esto podría haber influido en las doctrinas bíblicas.
Existen otras doctrinas en torno a otros dioses, como son las pertenecientes a Anubis, Apis (el toro sagrado, con piel negra y unas manchas blancas) que posteriormente se asociará a Ptah. Otra doctrina es la de Harajtes, que es una variación de la de Horus, y la de Hathor, como diosa del cielo.

## Teología

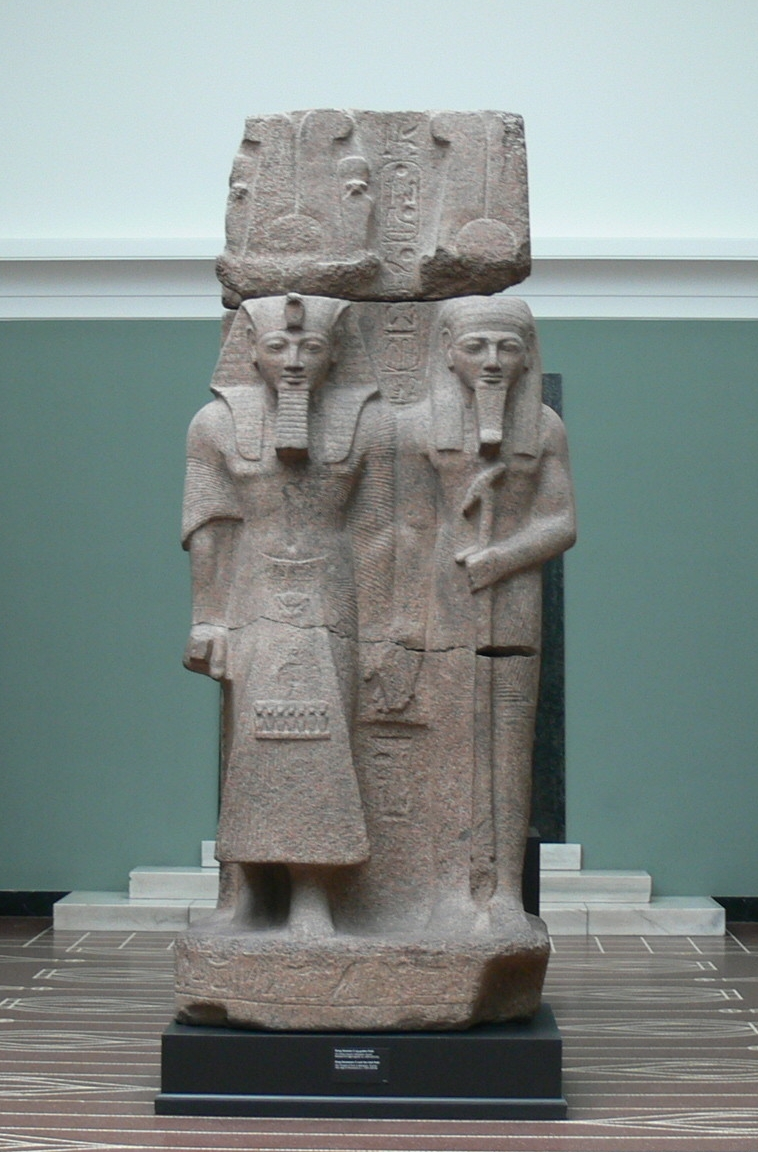
Estatuas de Ramsés II y Ptah Ta-tenen.

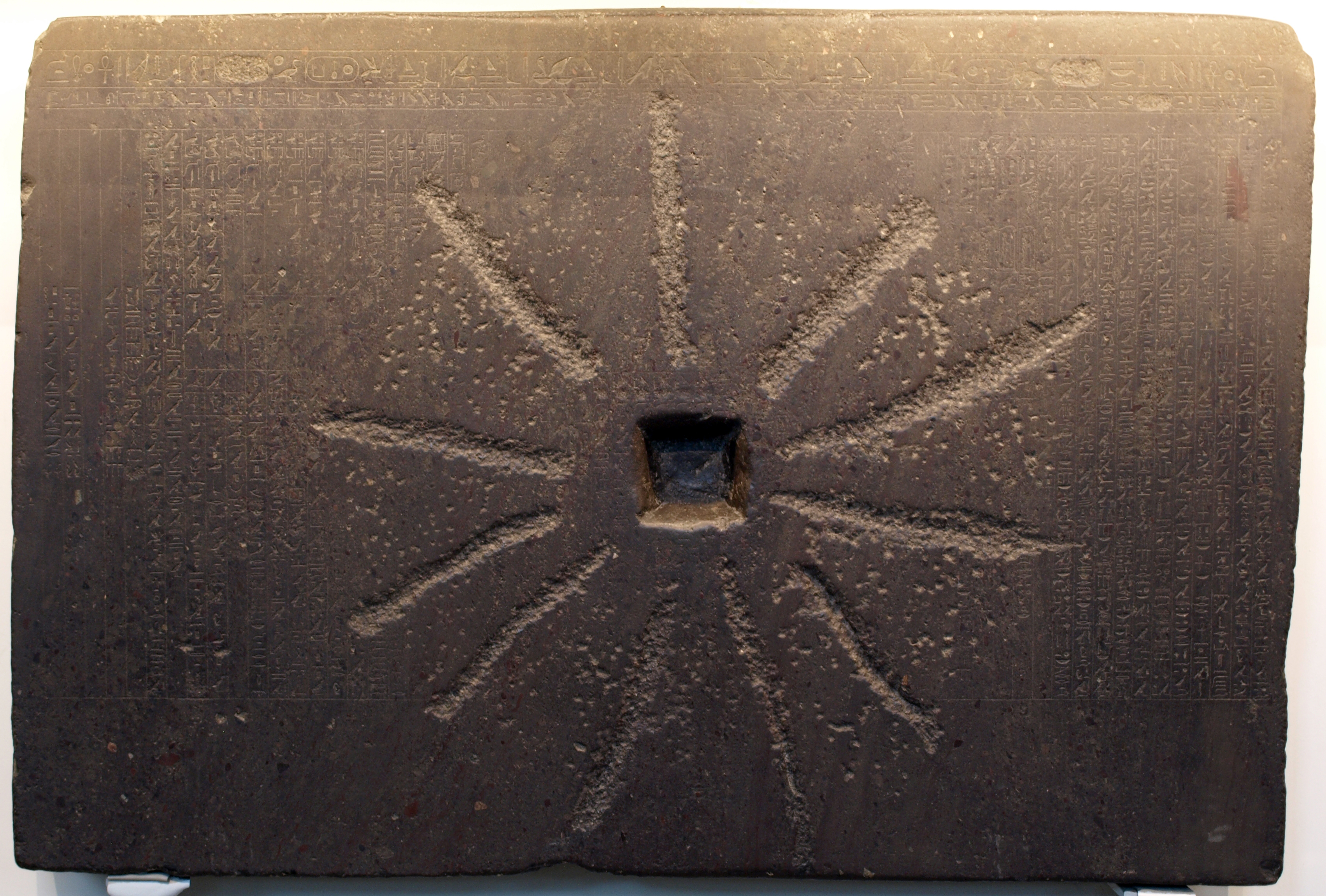
Piedra de Shabako que contiene la cosmología menfita, circa 710 a. C.

Según esta doctrina Ptah es el Dios supremo, y recibe el nombre de Ta-tenen, Señor de la Eternidad. Él fue quien creó, por medio de la sabiduría y la palabra, a todos los demás dioses, enviando a cada uno a una ciudad para protegerla y recibir culto. Como Ptah creó el mundo recurriendo a la inteligencia y la palabra, estas dos facultades se personificaron en sendos genios o fuerzas: Sia (la inteligencia del pensamiento, la intelectualidad que reside en el corazón) y Hu (el poder de la palabra, que encarnaba la lengua de Ptah).
Al principio era el infinito mar de las aguas inertes del caos donde no existía ni la oscuridad ni la luz. Ptah, en su condición de dios supremo y creador, mediante una idea de su pensamiento a través de su corazón, y mediante su palabra, empleada para describir su deseo, expresada a través de su lengua, la transforma en una realidad. Y así, en el corazón de Ptah se concibió la imagen del dios Atum, mediante su lengua pronunció el nombre del dios por crear y Atum se hizo realidad. Y creó las primeras aguas Nun y Nunet, de donde surgirá la vida, y a todos los dioses y a sus kau's o esencias energéticas.
La teología menfita está recogida en la piedra de Shabako, una losa de granito negro que mide 137 por 66 cm, dañada por haberse utilizado posteriormente como rueda de molino; el texto fue copiado en dicha piedra por mandato de Shabaka (rey desde ca. 716 hasta 702 a. C.), perteneciente a la dinastía XXV, posiblemente, porque el original estaría deteriorado por haber estado escrito en papiro de datación anterior. En una de sus estrofas dice así:

Los dioses que vinieron a la existencia de Ptah...
Ptah sobre el Gran Trono... quien creó a los dioses
Ptah-Nun, el padre que engendró a Atum...
Ptah-Nunet, la madre que dio a luz a Atum...
Ptah, el Grande, que es el corazón y la lengua de la Enéada...

Algunos egiptólogos datan el texto original en el Imperio Antiguo por el lenguaje arcaico de sus inscripciones, aunque otros como F. Junge opinan que el estilo arcaico fue deliberado, para solemnizar el texto.